# 土のケーキ
土のケーキ（つちのケーキ、英語: dirt cake）は、クッキーとプディングなどを混ぜて土に似せて作るケーキで、カンザスシティ・ダート・ケーキとも俗称される。ミシシッピーマッドパイをアレンジして作られた菓子と考えられる。バニラまたはチョコレートのプディングの上に砕いたオレオを重ね、その上に芋虫の形をしたグミキャンディを載せて装飾する。バリエーションとしてバニラウエハース、ホイップクリーム、クールホイップ、クリームチーズプディングが使われることもある。
台湾で製作されたテレビドラマ『美味的想念』に土のケーキが登場したのちに、シンガポールのいくつかのベーカリーで植木鉢に入れたこのケーキが販売された。2016年にバンガロールのシェフが 1,078 キログラム (kg) の土のケーキを作り、ギネス世界記録に認定された。